# Un caso per B.A.R.Z.
Un caso per B.A.R.Z. (Ein Fall für B.A.R.Z.) è una serie televisiva tedesca per ragazzi prodotta dal 2005 al 2008 da Maran Film Protagonisti della serie sono Daniel Bizer, Anna Bullard-Werner, Michel Schulz, Thimo Meitner, Nina Siewert e Fabio Santamaria.
La serie si compone di 3 stagioni, per un totale di 39 episodi, della durata di 25 minuti ciascuno.

## Trama
B.A.R.Z. è l'acronimo dei nomi o dei soprannomi di quattro ragazzi che vivono a Fellbach, nei dintorni di Stoccarda, Bartholomäus "Barth" Birkenstock, Anja Westermann, Ron Steiger e Benjiamin "Zettel" Birktenstock, che hanno l'hobby di investigare in vari casi di crimine commessi nella loro città. Ognuno di loro possiede delle qualità specifiche che vengono messe in pratica nel corso delle indagini.
Nella terza stagione, escono di scena Barth e Ron, che vengono sostituiti da Melanie "Bina" Becker e da Roberto Scheffler.

## Episodi
| Stagione         | Episodi | Prima TV Germania | Prima TV Italia |
| ---------------- | ------- | ----------------- | --------------- |
| Prima stagione   | 18      | 2005              | 2009            |
| Seconda stagione | 8       | 2006              |                 |
| Terza stagione   | 13      | 2008              |                 |

## Distribuzione
- Germania: La serie è stata trasmessa in prima visione dall'emittente televisiva Das Erste; il primo episodio, intitolato in lingua originale Auf der Kippe[5], fu trasmesso in prima visione l'8 ottobre 2005[4][3][5], mentre l'ultimo, intitolato in lingua originale Das perfekte Alibi[5], fu trasmesso in prima visione l'8 marzo 2008.[5]
- Italia: La serie è stata trasmessa in prima visione da Rai 3 a partire dal 16 settembre 2009.[1]